# Jae Hee
Jae Hee, właśc. Lee Hyun-kyoon (ur. 25 maja 1980) – południowokoreański aktor.
Występuje w serialach telewizyjnych i filmach, m.in. Pusty dom (reż. Kim Ki-duk), Bloody Beach (2000), Ghost in Love (1998). Wystąpił w 2009 w filmie Tekken jako Hwoarang.

## Filmografia

### Filmy
| Rok  | Tytuł                                     | Rola                       |
| ---- | ----------------------------------------- | -------------------------- |
| 1999 | Ghost in Love                             | Młodszy brat Jin Chae-byul |
| 2000 | Bloody Beach                              | Won-il                     |
| 2004 | Pusty dom                                 | Tae-suk                    |
| 2006 | The Art of Fighting                       | Song Byeong-tae            |
| 2007 | The Evil Twin                             | Hyun-sik                   |
| 2008 | Mandate                                   | Choi Kang                  |
| 2010 | Tekken                                    | Hwoarang                   |
| 2013 | Crimes of Passion (chn. 一場風花雪月的事) | Jeong-hee                  |

### Telewizja
| Rok  | Tytuł                                    | Rola                            | Stacja telewizyjna |
| ---- | ---------------------------------------- | ------------------------------- | ------------------ |
| 1997 | Mountain                                 |                                 | MBC                |
| 1998 | I Love You! I Love You!                  | Lee Joo-beom                    | SBS                |
| 1998 | Steal My Heart                           | Choi Kwan-woo                   | SBS                |
| 1998 | New Generation Report: Adults Don't Know |                                 | KBS1               |
| 1998 | Soonpoong Clinic                         | Dostawca pizzy (odc. 184, 367)  | SBS                |
| 1999 | Haggyo 2                                 | Lee Sung-je                     | KBS2               |
| 2000 | Golbangi                                 |                                 | SBS                |
| 2000 | Medical Center                           | Pacjent (gościnnie, odc. 5)     | SBS                |
| 2001 | Wuri-jib                                 | Gyeo-re                         | MBC                |
| 2002 | To Be with You                           | Lee Sang-won                    | KBS1               |
| 2005 | Koegeol Chun-hyang                       | Lee Mong-ryong                  | KBS2               |
| 2006 | My Girl                                  | Lee Mong-ryong (cameo, odc. 16) | SBS                |
| 2007 | Manyeo Yoo-hee                           | Chae Moo-ryong                  | SBS                |
| 2008 | Appaset eommahana                        | Choi Kwang-hee                  | KBS2               |
| 2008 | Hometown Legends "Oh Goo the Exorcism"   | Yoon Ki-joo                     | KBS2               |
| 2008 | Chase! X-boyfriend                       |                                 | Mnet               |
| 2011 | Color of Woman                           | Yoon Joon-soo                   | Channel A          |
| 2012 | May Queen                                | Park Chang-hee                  | MBC                |
| 2013 | Jang Ok-jeong, sarang-e salda            | Hyun Chi-soo                    | SBS                |
| 2013 | The Firstborn                            | Park Soon-taek                  | JTBC               |
| 2015 | Save the Family                          | Jung Woo-jin                    | KBS1               |
| 2016 | Baempaieo tamjeong                       | Han Gyo-min (odc. 1)            | OCN                |